# Список данських художників
Алфавітний список данських художників.

## А
- Ніколай Абільґор (1743—1809)
- Андерс Андерсен-Лундбю[en] (1841—1923)
- Анна Анкер (1859—1935)
- Арвид Ое[de] (1877—1913)

## Б
- Крістіан Альбрехт фон Бензон (1816-1849)
- Карл Блох (1834-1890)

## І
- Петер Ільстед (1861—1933)